# SNCF BB 16500
Die BB 16500, auch Danseuses genannt, ist eine französische Elektrolokomotivbaureihe, die von 1958 bis 1964 gebaut wurde. Insgesamt wurden 294 Lokomotiven dieser Bauart von der Société nationale des chemins de fer français (SNCF) beschafft.

## Geschichte

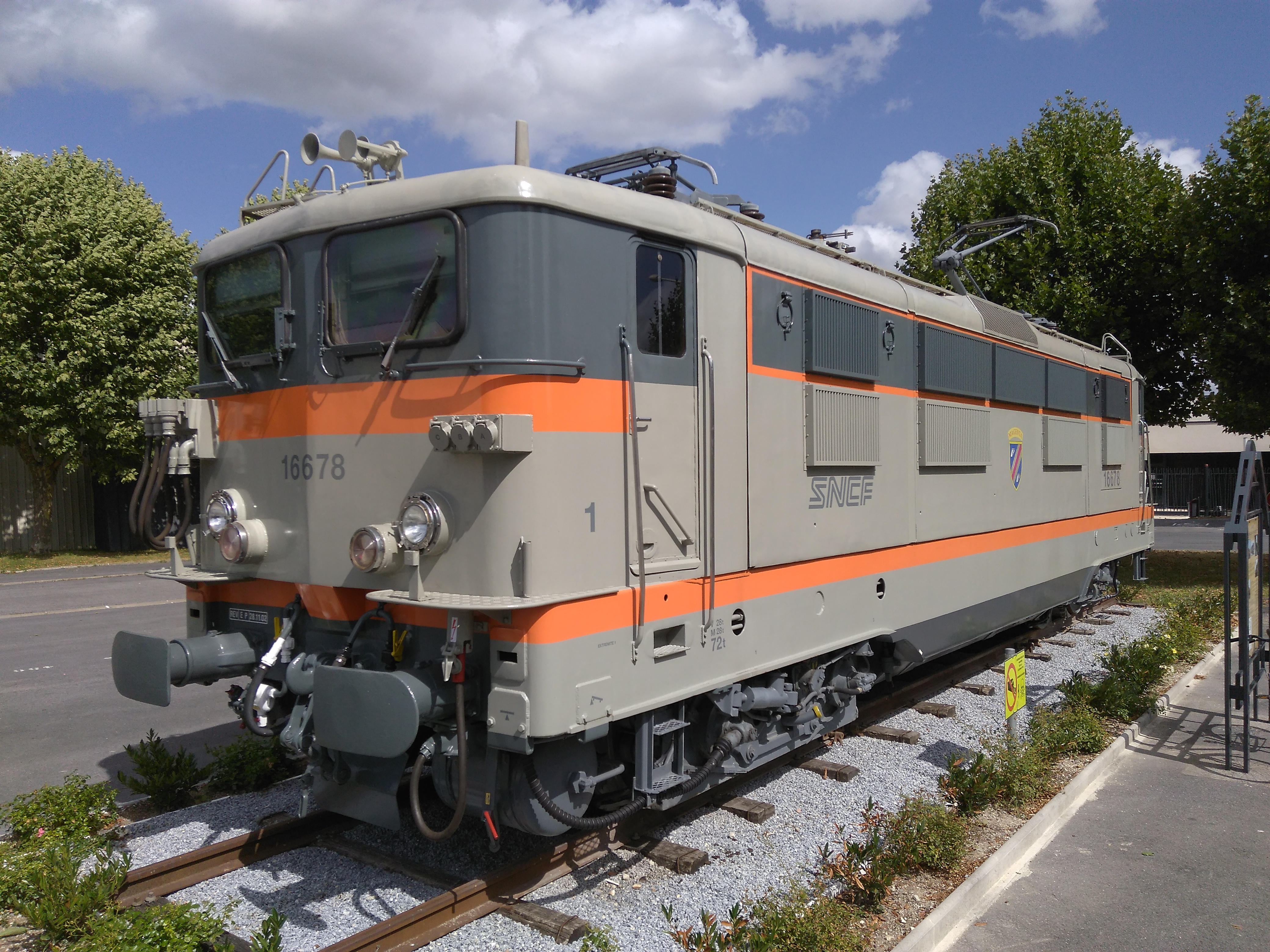
In Magenta (Marne) aufgestellte Denkmallok

Diese Maschinen wurden Ende der 1950er und Anfang der 1960er Jahre benötigt, um für die Elektrifizierung mit dem 25.000 V Wechselstromsystem im Norden und Osten Frankreichs genügend geeignete Elektrolokomotiven zur Verfügung zu haben.
Die BB 16500 war die erste in großer Stückzahl beschaffte Baureihe der BB-Alsthom-Familie und wurden wegen ihrer zu weichen Federung und des kurzen Randstands vom Personal Danseuses ‚Tänzerinnen‘ genannt. Mit einer Leistung von 2.580 kW sind sie schwächer als die ab 1965 gebaute Nachfolgebaureihe BB 17000 mit 2.940 kW. Auch im Wagenkasten unterschieden sie sich von ihren Nachfolgern, so fehlt zum Beispiel der typische „Buckel“ auf dem Dach zwischen den Stromabnehmern. Im Aufbau des Fahrwerks und der Drehgestelle gab es jedoch keine Unterschied.
Die Lokomotiven waren mehr als vier Jahrzehnte lang hauptsächlich vor Güter- und Regionalzügen im Einsatz, teilweise auch im Vorortverkehr von Paris. Zwischen 2003 und 2011 wurden alle ausgemustert. Die Nummer 16678 ist in Magenta (Marne) als Denkmal aufgestellt.

## Technische Merkmale
Bei der BB 16500 kamen erstmals die bei allen Baureihen der BB-Alsthom-Familie verwendeten Einmotordrehgestell mit manuell im Stillstand schaltbarem Zweistufengetriebe zum Einsatz. In der Getriebestellung Grande Vitesse (GV) für den Personenverkehr betrug die Höchstgeschwindigkeit 140 km/h. Ursprünglich waren 150 km/h vorgesehen, die aber aufgrund der Laufeigenschaften und der zu geringen Leistung der Lokomotive nicht erreicht werden konnten. In der Getriebestellung Petite Vitesse (PV) für den Güterverkehr wurde die Zugkraft auf Kosten der Geschwindigkeit erhöht, so dass die Höchstgeschwindigkeit 90 km/h, später 100 km/h betrug. 
Die Wagenkastenlänge betrug 13,618 Meter lang, die Länge über Puffer 14,4 Meter. Der Drehzapfenabstand betrug 8,50 Meter, der Achsstand der Drehgestelle 1608 mm, was einen Gesamtradstand von 9,108 Meter ergab. Die Räder hatten einen Nenndurchmesser von 1100 mm.
Jedes Drehgestell besaß einen einzigen großen Fahrmotor, der in den Lokkasten hineinragte und über ein schaltbares Verteilergetriebe beide Achsen antrieb. Die Motoren vom Typ TAO 646 A1 waren zwangsbelüftet und hatten einen Nennstrom von 1250 Ampere bei einer Spannung von 1100 Volt.
Während die ersten Lokomotiven mit Quecksilberdampfgleichrichtern ausgerüstet waren, wurden die letzten Lokomotiven mit Siliziumgleichrichtern geliefert.
Die beiden Einholm-Stromabnehmer vom Typ AM 11 waren symmetrisch auf dem 3,584 Meter hohen Wagendach angeordnet, wobei das Kniegelenk des Stromabnehmers zur Wagenkastenmitte angeordnet war. Die Schleifleisten der beiden Stromabnehmer hatten einen Abstand von 8,4 Meter. 

### Umbauten
Die Nummer 16540 wurde 1959 zum Prototyp BB 20004 umgebaut. Dieser diente zur Erprobung der Zweisystemausrüstung der späteren BB 25500, wurde aber 1969 wieder in den Normalzustand zurückversetzt.
Die Nummer 16655 wurde ab Werk mit den dreiachsigen Drehgestellen der späteren CC 40100 ausgeliefert und als Prototyp CC 10002 in Dienst gestellt, nach Abschluss der Erprobung 1970 aber wieder in den Normalzustand zurückversetzt.
Die 16700 war etwas länger als die anderen Lokomotiven der Baureihe, da sie für die Erprobung der automatischen Kupplung in den 1970er Jahren ein verstärktes Untergestell erhalten hatte.